# Short track ai XX Giochi olimpici invernali - 1000 m femminile
La gara dei 1000 m femminile di short track dei XX Giochi olimpici invernali è iniziata il 22 ed è terminata il 25 febbraio 2006 e si è disputata al Palazzo a Vela di Torino.

## Risultati

### Batterie

#### Batteria 1
| Class | Nome           | Nazione        | Tempo    | Note |
| ----- | -------------- | -------------- | -------- | ---- |
| 1     | Tania Vicent   | Canada         | 1:33.904 | Q    |
| 2     | Mika Ozawa     | Giappone       | 1:33.977 | Q    |
| 3     | Ri Hyang Mi    | Corea del Nord | 1:34.360 |      |
| 4     | Katalin Kristo | Romania        | 1:34.506 |      |

#### Batteria 2
| Class | Nome               | Nazione       | Tempo    | Note |
| ----- | ------------------ | ------------- | -------- | ---- |
| 1     | Yang Yang (A)      | Cina          | 1:34.878 | Q    |
| 2     | Tatiana Borodulina | Russia        | 1:34.988 | Q    |
| 3     | Sarah Lindsay      | Gran Bretagna | 1:35.539 |      |

#### Batteria 3
| Class | Nome           | Nazione     | Tempo    | Note |
| ----- | -------------- | ----------- | -------- | ---- |
| 1     | Hyo-Jung Kim   | Stati Uniti | 1:36.182 | Q    |
| 2     | Erika Huszar   | Ungheria    | 1:36.515 | Q    |
| 3     | Julia Elsakova | Bulgaria    | 1:36.885 |      |
|       | Aika Klein     | Germania    | DQ       |      |

#### Batteria 4
| Class | Nome              | Nazione   | Tempo    | Note |
| ----- | ----------------- | --------- | -------- | ---- |
| 1     | Evgenija Radanova | Bulgaria  | 1:35.765 | Q    |
| 2     | Choi Min-Kyung    | Francia   | 1:36.745 | Q    |
| 3     | Han Yueshuang     | Hong Kong | 1:37.883 |      |

#### Batteria 5
| Class | Nome              | Nazione       | Tempo    | Note |
| ----- | ----------------- | ------------- | -------- | ---- |
| 1     | Jin Sun-Yu        | Corea del Sud | 1:31.504 | Q    |
| 2     | Arianna Fontana   | Italia        | 1:32.033 | Q    |
| 3     | Kateřina Novotná  | Rep. Ceca     | 1:32.220 |      |
| 4     | Stephanie Bouvier | Francia       | 1:33.197 |      |

#### Batteria 6
| Class | Nome           | Nazione       | Tempo    | Note |
| ----- | -------------- | ------------- | -------- | ---- |
| 1     | Choi Eun-Kyung | Corea del Sud | 1:38.414 | Q    |
| 2     | Emily Rosemond | Australia     | 1:39.942 | Q    |
| 3     | Yvonne Kunze   | Germania      | 1:40.166 |      |
| -     | Marta Capurso  | Italia        | DQ       |      |

#### Batteria 7
| Class | Nome              | Nazione     | Tempo    | Note |
| ----- | ----------------- | ----------- | -------- | ---- |
| 1     | Wang Meng         | Cina        | 1:37.161 | Q    |
| 2     | Liesbeth Mau Asam | Paesi Bassi | 1:38.039 | Q    |
| 3     | Evita Krievane    | Lettonia    | 1:38.039 |      |

#### Batteria 8
| Class | Nome             | Nazione     | Tempo    | Note |
| ----- | ---------------- | ----------- | -------- | ---- |
| 1     | Amanda Overland  | Canada      | 1:33.761 | Q    |
| 2     | Kimberly Derrick | Stati Uniti | 1:33.812 | Q    |
| 3     | Yuka Kamino      | Giappone    | 1:33.959 |      |
| 4     | Rozsa Darazs     | Ungheria    | 1:34.059 |      |

### Quarti di finale

#### Quarto di finale 1
| Class | Nome               | Nazione       | Tempo    | Note |
| ----- | ------------------ | ------------- | -------- | ---- |
| 1     | Jin Sun-Yu         | Corea del Sud | 1:33.351 | Q    |
| 2     | Wang Meng          | Cina          | 1:33.453 | Q    |
| 3     | Emily Rosemond     | Australia     | 1:37.627 |      |
| -     | Tatiana Borodulina | Russia        | DQ       |      |

#### Quarto di finale 2
| Class | Nome              | Nazione       | Tempo    | Note |
| ----- | ----------------- | ------------- | -------- | ---- |
| 1     | Choi Eun-Kyung    | Corea del Sud | 1:32.875 | Q    |
| 2     | Amanda Overland   | Canada        | 1:33.012 | Q    |
| 3     | Liesbeth Mau Asam | Paesi Bassi   | 1:34.034 |      |
| -     | Kimberly Derrick  | Stati Uniti   | DQ       |      |

#### Quarto di finale 3
| Class | Nome              | Nazione  | Tempo    | Note |
| ----- | ----------------- | -------- | -------- | ---- |
| 1     | Arianna Fontana   | Italia   | 1:33.401 | Q    |
| 2     | Yvonne Kunze      | Germania | 1:33.627 | Q    |
| 3     | Erika Huszar      | Ungheria | 1:34.080 |      |
| 4     | Yang Yang (A)     | Cina     | 1:59.338 | ADV  |
| -     | Evgenija Radanova | Bulgaria | DQ       |      |

#### Quarto di finale 4
| Class | Nome           | Nazione     | Tempo    | Note |
| ----- | -------------- | ----------- | -------- | ---- |
| 1     | Hyo-Jung Kim   | Stati Uniti | 1:34.164 | Q    |
| 2     | Mika Ozawa     | Giappone    | 1:34.715 | Q    |
| 3     | Tania Vicent   | Canada      | 1:35.594 | ADV  |
| -     | Choi Min-Kyung | Francia     | DQ       |      |

### Semifinali

#### Semifinale 1
| Class | Nome           | Nazione       | Tempo    | Note |
| ----- | -------------- | ------------- | -------- | ---- |
| 1     | Wang Meng      | Cina          | 1:31.783 | QA   |
| 2     | Choi Eun-Kyung | Corea del Sud | 1:32.099 | QA   |
| 3     | Tania Vicent   | Canada        | 1:32.650 | QB   |
| 4     | Yvonne Kunze   | Germania      | 1:36.765 | QB   |
| 5     | Hyo-Jung Kim   | Stati Uniti   | 1:54.187 |      |

#### Semifinale 2
| Class | Nome            | Nazione       | Tempo    | Note |
| ----- | --------------- | ------------- | -------- | ---- |
| 1     | Jin Sun-Yu      | Corea del Sud | 1:32.546 | QA   |
| 2     | Yang Yang (A)   | Cina          | 1:33.080 | QA   |
| 3     | Amanda Overland | Canada        | 1:33.102 | QB   |
| 4     | Arianna Fontana | Italia        | 1:33.228 | QB   |
| 5     | Mika Ozawa      | Giappone      | 1:33.337 |      |

### Finale

#### Finale A
| Class | Nome           | Nazione       | Tempo    | Note |
| ----- | -------------- | ------------- | -------- | ---- |
|       | Jin Sun-Yu     | Corea del Sud | 1:32.859 |      |
|       | Wang Meng      | Cina          | 1:33.079 |      |
|       | Yang Yang (A)  | Cina          | 1:33.937 |      |
| -     | Choi Eun-Kyung | Corea del Sud | DQ       |      |

#### Finale B
| Class | Nome            | Nazione  | Tempo    | Note |
| ----- | --------------- | -------- | -------- | ---- |
| 1     | Tania Vicent    | Canada   | 1:34.099 |      |
| 2     | Amanda Overland | Canada   | 1:34.191 |      |
| 3     | Arianna Fontana | Italia   | 1:34.269 |      |
| 4     | Yvonne Kunze    | Germania | 1:34.789 |      |